# Cylindropharynx
Cylindropharynx ist eine Gattung der zu den Fadenwürmern gehörenden Strongyliden mit sieben Arten.

## Merkmale
Gattungspezifische Merkmale sind, dass die dorsale Mundleiste mit den Mündungen der Ösophagusdrüsen (‚dorsal gutter‘) nicht in die Mundhöhle hineinragt, der Ösophagustrichter keine Zähne trägt und der innere Bätterkranz breite, hervorstehende Blätter aufweist.
Der Mundkragen ist abgeflacht und in einen äußeren und inneren Ring gegliedert, sein Hinterrand liegt hinter der Mundkapsel. Die Amphiden überragen kaum die Oberfläche. Die Spitzen und der längere Stängel der submedianen Papillen überragen die Mundkapsel. Die Spitzen sind spindelförmig und zwei- bis viermal so lang wie dick. Der äußere Blätterkranz besteht aus sechs dreieckigen Elementen unterschiedlicher Größe: Die vier submedianen sind klein und etwa gleich, die beiden seitlichen deutlich breiter und an der Spitze gekerbt und mit einer Längsrinne versehen. Der äußere Blätterkranz fehlt dorsal und ventral, aber von der deutlichen dorsalen und ventralen Lippe des Mundkranzes ragt eine breite halbmondförmige Platte zur Mitte hin. Die zwölf Elemente des inneren Blätterkranzes sind länger als breit und sind am Ende spitz. Die Mundkapsel ist ohne Zähne und deutlich tiefer als breit, oval oder zylindrisch. Die dorsale Mundleiste ist nippel- oder knopfförmig. Der Ösophagustrichter ist nur moderatel verbreitert, die Ösophaguszähne deutlich. Der vordere muskulöse Abschnitt des Ösophagus nimmt nur ein Viertel der Gesamtlänge ein. Die Exkretionspore liegt hinter dem Nervenring, die Deiriden nahe der Mitte des Drüsenabschnitts des Ösophagus.
Die proximalen und mittleren Zweige der Dorsalrippen der Bursa copulatrix sind fusioniert. Die Ventralrippen sind kürzer als die seitlichen. Der Dorsallappen hat die gleiche Länge wie die Seitenlappen. Die externodorsalen Rippen entspringen an der Verbindung zwischen dorsalen und seitlichen. Das Gubernaculum hat ein vergrößertes Ende. Der Genitalkonus erstreckt sich über das Bursaende hinaus. Die Spiculaenden sind haken- oder harpunenförmig. Die Vulva liegt zwei, drei oder mehrere Schwanzlängen vor dem Anus. Die Vagina ist kürzer als der Schließmuskel des Ovijektors. Der Ovijektor-Vorhof ist T-förmig, das Infundibulum länger als der Schließmuskel. Der konische Schwanz ist kürzer als der doppelte Durchmesser des Anus.

## Arten
Das Interim Register of Nonmarine and Marine Genera listet folgende Arten:
- Cylindropharynx aethiopica Roetti, 1947
- Cylindropharynx asini Roetti, 1947
- Cylindropharynx brevicauda Leiper, 1911
- Cylindropharynx intermedia Theiler, 1923
- Cylindropharynx longicauda Leiper, 1911
- Cylindropharynx ornata Cram, 1924
- Cylindropharynx rhodesiensis Yorke & Magfie, 1920